# Doação de órgãos e tecidos
Doação de órgãos e tecidos consiste na remoção de órgãos e tecidos do corpo de uma pessoa que recentemente morreu (doador cadáver) ou de um doador voluntário (doador vivo), com o propósito de transplantá-lo ou fazer um enxerto em outras pessoas vivas. Os órgãos e tecidos são removidos com procedimentos similares a uma cirurgia, e todas as incisões (cortes) são fechadas após a conclusão da cirurgia.  Estes procedimentos são realizados para que a pessoa em seu funeral não seja reconhecida como uma doadora por apresentar deformações e cortes visíveis. Pessoas de todas as idades podem ser doadores de órgãos e tecidos.
A idade do doador é menos importante do que o estado do órgão a ser doado; no entanto, é raro serem usados órgãos de pessoas com mais de 70 anos de idade.
No mundo inteiro há uma grande falta de doadores e isso faz com que surja grandes listas de espera. Muitos pacientes que esperam um coração, um fígado ou um pulmão morrem, pois não há nenhum órgão à disposição. 

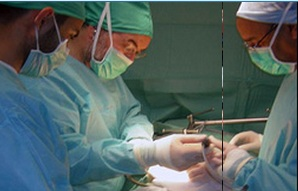
Equipe médica realizando um transplante de órgão.

## Órgãos e tecidos doáveis
Atualmente os seguintes órgãos e tecidos podem ser transplantados: pulmão, pâncreas, vasos sanguíneos, intestino, ossículos do ouvido, pele, coração, válvulas cardíacas, córneas, medula óssea, fígado, rins, tendões e meninge.

## Doação em vida
No caso do rim, medula óssea, pâncreas, fígado e pulmão, existe a possibilidade de que se realize o transplante com doador vivo. A legislação brasileira permite a doação de órgãos entre parentes até quarto grau. Além desse grau de parentesco é necessário uma autorização judicial. Já a legislação portuguesa permite que qualquer pessoa, como cônjuges ou amigos, seja doador de órgãos em vida, independentemente de haver relação de consanguinidade e barriga.

## Doação

### No Brasil

#### Identificação de um potencial doador
Um potencial doador pós-morte é o paciente que se encontra internado num hospital, sob cuidados intensivos, por lesão cerebral severa causada por acidente com traumatismo craniano, derrame cerebral, tumor e outros, com subsequente lesão irreversível do encéfalo. Tipicamente são pessoas que sofreram um acidente que provocou um dano na cabeça (acidente com carro, moto, quedas, etc). Para serem doadores pós-morte, os pacientes devem ter sofrido uma morte encefálica (morte do cérebro e tronco cerebral).

#### Confirmação da família
A família é quem decide se os órgãos devem ser doados ou não, independentemente da decisão do possível doador em vida. Está tramitando no Senado Federal um projeto de lei criando um registro de doador.

#### Doação e liberação do corpo
Após confirmado a doação, as equipes fazem a extração no hospital (OPO) onde se encontra o doador, em centro cirúrgico, respeitando todas as técnicas de assepsia e preservação dos órgãos. Terminado o procedimento, elas se dirigem aos hospitais para procederem à transplantação.
Todas as incisões (cortes) são fechadas após a conclusão da cirurgia, preservando a aparência física normal da pessoa ao morrer. Estes procedimentos são realizados de modo que não apareça no corpo deformações e cortes visíveis, prejudicando sua aparência no funeral.

### Em Portugal

#### Identificação de um doador
Em Portugal a doação de órgãos pós-morte é considerada pré-adquirida (ou presumida), querendo isto dizer que qualquer cidadão nacional ou estrangeiro residente em território português é considerado doador desde a sua nascença. Deste modo não é necessária a realização de qualquer pedido, inscrição ou autorização para a sua doação. Contudo os interessados em não doar os seus órgãos pós-morte deverão inscrever-se de forma gratuita em qualquer centro de saúde fazendo assim com que o seu nome fique registado no Registo Nacional de não Doadores (RENNDA).

#### Órgãos Transplantados
Os órgãos e tecidos transplantados em Portugal são:
Órgãos: rim, rim + pâncreas, coração, pulmão, fígado;
Tecidos: pele, válvulas, vasos, peças osteoarticulares, membrana amniótica, córnea;
Células: percursores hematopoiéticos (medula óssea e cordão umbilical) e células reprodutoras.
O coração, os pulmões e os componentes do olho (a córnea e o cristalino) só podem provir de alguém que tenha morrido recentemente, em regra devido mais a um acidente do que a uma doença.
Em alguns casos, várias pessoas podem beneficiar do transplante de órgãos provenientes de um único cadáver. Por exemplo, teoricamente um dador poderia fornecer córneas para duas pessoas, rins para outras duas, um fígado para um doente, pulmões para dois e ainda um coração para outra pessoa.

#### Processo de colheita e transplantação
Compete ao Coordenador hospitalar de doação a detecção e validação do doador. O Gabinete Coordenador consulta o RENNDA e providencia o envio de sangue e gânglios do dador para tipagem e outras análises no Centro de Histocompatibilidade (três no País: Norte, Centro e Sul).
Também compete ao Gabinete Coordenador organizar a equipe de colheita multiorgânica com todo o material de que necessita, bem como assegurar o transporte, da equipe, do material e dos produtos colhidos, quando o doador se encontra num hospital diferente daquele onde está o Gabinete. Compete, também, fazer chegar os órgãos aos hospitais onde vai ser feito o transplante.
Cumpridas todas as formalidades e realizada a colheita, os órgãos são entregues nas unidades de transplantação para transplante no receptor que tiver sido escolhido. A complexidade da cirurgia do transplante e a impossibilidade da sua programação, sempre dependente da ocorrência de um dador, torna imperioso manter as equipes com o nível de preparação técnica necessário e a disponibilidade constante que os programas exigem.
A escolha dos doentes em lista de espera para transplante de um órgão é feita segundo critérios biológicos de grupagem ABO e tipagem HLA-DR e cross-match. São considerados critérios de prioridade, como seja o grau de urgência, a idade e outros. Nos casos de urgência, a alocação é feita a nível nacional.

## Testes de compatibilidade
Diversos testes são feitos para confirmar a compatibilidade do órgão do doador e dos receptores como por exemplo o tipo sanguíneo.

### Contraindicações
São contraindicações absolutas para a doação os pacientes que possuírem:
- Infecção não controlada,
- HIV
- HTLV 1/2
- Neoplasia maligna, exceto: tumor primitivo do SNC, carcinoma basocelular, carcinoma “in situ” do útero.

O dano estrutural irreversível de algum órgão não contraindica a doação dos demais órgãos.

## Transplante de órgãos
Os órgãos doados são transplantados para pacientes através de cirurgias.

## Estatísticas

### Brasil
Em 2009, a Associação Brasileira de Transplantes de Órgãos (ABTO) divulgou números que mostraram que o número de doações caiu em todo o Brasil. O índice nacional de doação de órgãos e tecidos foi de 5,4 doadores por milhão de população em 2007, índice nacional inferior aos dos anos de 2010 (5,8), 2005 (6,4) e 2004 (7,6). Em 2008 houve retomada do crescimento, com índice final de 7,2 doadores pmp. Dados mais recentes apontam que no primeiro semestre do ano de 2013 foi atingido 13,3 doadores pmp,valor muito próximo da meta do ano que é 13,5 doadores pmp.
Santa Catarina é o Estado do Brasil com maior destaque no número de doadores de órgãos, sendo o primeiro Estado a ultrapassar a marca de 15 doadores pmp, atingindo a marca de 16,7 em 2008. No primeiro semestre de 2013 o Distrito Federal conseguiu 32,7 doadores pmp, seguido do Estado de Santa Catarina (24 doadores pmp), Ceará (21,1 doares pmp) e Paraná (20,3 doadores pmp).
De acordo com a Associação Brasileira de Transplantes de Órgãos (ABTO), em 2021, 45% das famílias cujos parentes haviam morrido por comprovada morte encefálica e que, portanto, estavam aptos a doar órgãos, recusaram-se a fazê-lo. Em 2022, 45% das famílias de pessoas aptas a doar órgãos negaram a doação dos mesmos.
Até agosto de 2023, 65 mil pessoas aguardavam pela doação de algum órgão na fila de transplantes do Sistema Nacional de Transplantes (SNT) do SUS. Destas, 386 estavam à espera de um coração; 2.253, de um fígado e a grande maioria delas necessitava de um rim ou de córneas.

## Perfil dos doadores
As duas fundamentais características que transformam um potencial doador em um doador efetivo são a inexistência de contraindicações absolutas (infecção generalizada não controlada, infecção pelos vírus HIV e HTLV, além de algumas neoplasias) e o aceite familiar para a doação. A Idade, a causa da morte clínica e o tipo sanguíneo são os mais importante dele para saber se o órgão é compatível com o receptor. Dados do ano de 2013 mostram predomínio do sexo masculino entre os doadores (63% do total de doações efetivas), quanto a idade dos doadores, 84% se encontra na faixa de idade compreendida entre 18 e 64 anos.

## Dificuldades encontradas no processo de doação
Apesar de a taxa de notificação de potenciais doadores continuar a crescer, diversos são motivos que impedem que este crescimento seja mais acelerado. As equipes que estão envolvidas com o processo de doação encontram diariamente dificuldades como a baixa notificação de potenciais doadores e a dificuldade de manutenção hemodinâmica de um potencial doador cadáver (lembrando que apesar da morte encefálica, o coração deve permanecer batendo, valendo-se do uso de aparelhos e medicamentos, até o momento da cirurgia de retirada).
Outro ponto importante que prejudica a doação é a recusa familiar para doação. Nos primeiros seis meses de 2013, de todas as entrevistas realizadas pelas equipes de transplante, questionando os familiares sobre o aceite para doação, 45% resultaram em recusa.

## Aspectos legais

### Estados Unidos
Sob a lei de Estados Unidos, o regulamento de doações de órgãos é diferente nos cinquenta estados dos Estados Unidos.
Uma lei atual procura padronizar acelerar o processo e padronizar as leis entre os vários estados, mas requer ainda que o doador faça uma indicação afirmativa durante a sua vida.

### Europa
Na Europa existem vários tipos de leis dependendo do país. Na Albânia, Croácia e Ucrânia não há lei sobre o assunto.
Na Irlanda, na Lituânia e em Malta não há lei específica, mas normalmente o defunto tem que concordar com a doação de seus órgãos ainda em vida.
Já na Dinamarca, Alemanha, Grécia, Grã-Bretanha, Iugoslávia, Países Baixos, Romênia, Turquia e Bielorrússia os parentes devem concordar com o assunto para que haja doação.
Em Luxemburgo, Áustria, Polônia, em Portugal, Eslováquia, Espanha, República Checa e Hungria o morto deve discordar da doação ainda em vida.
Na Bélgica, Finlândia, Itália, Rússia, França, Letônia, Liechtenstein, Noruega, Suécia e no Chipre os parentes devem discordar do assunto.
Na Bulgária é permitida a Doação de Órgãos apenas quando há necessidade. Na Estônia uma comissão toma uma decisão sobre o assunto e na Suíça a lei difere em cada um dos seus cantões.
As leis na Europa diferem tanto em vista da necessidade de cada país. Em países como a Espanha (27 órgãos por um milhão de habitantes por ano) e na Áustria (24 órgãos) são necessários mais órgãos que nos Países Baixos (16 órgãos) e que na Alemanha (13 órgãos). O país no qual há menor demanda de órgãos é a Grécia (6 órgãos).